# Acacia botrycephala
Acacia botrycephala é uma espécie de leguminosa do gênero Acacia, pertencente à família Fabaceae.